# Lech Poznań
Lech Poznań je poljski nogometni klub iz Poznanja.
Klub je osnovan 1922. godine pod imenom Lutnia Dębiec. Lech je svoje najuspješnije razdoblje imao ranih 1980-ih i 1990-ih kada su pet puta osvajali prvenstvo. Zasada su u europskim natjecanjima odigrali četrdesetak utakmica. Nadimak im je Kolejorz (željezničari), a svoje domaće utakmice igraju na stadionu Poznań u plavo-bijelim dresovima.

## Trofeji
- Poljska prva liga
  - Prvak (9): 1983., 1984., 1990., 1992., 1993., 2010., 2015., 2022., 2025.
- Poljski kup
  - Osvajač (5): 1982., 1984., 1988., 2004., 2009.
- Poljski superkup
  - Osvajač (6): 1990., 1992., 2004., 2009., 2015., 2016.

## Poznati igrači
- Jacek Bąk
- Bartosz Bosacki
- Robert Lewandowski

## Vanjske poveznice
- Službena stranica (polj.)
- Lech Poznań (polj.)